# Scarface: The World Is Yours
Scarface: The World Is Yours är ett TV-spel från 2006, baserat på filmen Scarface som kom ut 1983. Huvudrollen i filmen spelas av Al Pacino som dock inte gör rösten till spelet då hans röst över tiden förändrats så mycket att en imitatör hyrdes in. Rösten görs istället av André Sogliuzzo (som dock var utvald av Al Pacino). Spelet är publicerat av Vivendi Universal Games och finns till PC, Playstation 2 och Xbox och Wii. Spelets åldersgräns är 18 år.

## Röstroller
- André Sogliuzzo - Tony Montana
- Robert Davi - Alejandro Sosa
- Cheech Marin - Gaspar Gomez
- James Woods - George Sheffield
- Steven Bauer - The Sandman
- Michael York - Jerry the Banker
- Wilmer Valderrama - Pablo
- Al Israel - Hector the Toad (endast arkivmaterial)
- Vida Guerra - Femme fatale
- Diora Baird - Femme fatale
- Meagan Good - Femme fatale
- Amanda Righetti - Femme fatale
- Jay Mohr - Jimmy
- Tommy Chong - Hippie
- Ricky Gervais - Englishman
- Anthony Anderson - Knarklangare
- Michael Rapaport - Knarklangare
- Jerry Ferrara - Hotellchef
- Lemmy Kilmister - Vapenhandlare
- Tommy Lee - Musikafärsägare
- José Coronado - Chef för Babylon Club
- Tommy "Tiny" Lister - Dörrvakt för Babylon Club
- Bai Ling - Chef för U-Gin Bar
- Richard Roundtree - Ägare för Oakley Drive-In
- Bam Margera - Spritaffärsägare
- Robert Loggia - Berättaren

Övriga röstskådespelare
- Ice-T
- Oliver Platt
- B-Real
- Alex Désert
- Kevin Dillon
- Dale Earnhardt Jr.
- Willa Holland
- Daniel Dae Kim
- Roma Maffia
- Jason Mewes
- Rohff
- Sen Dog
- Michael Rooker
- Miguel Sandoval
- Rodrigo Santoro
- Brenda Strong
- Wilmer Valderrama
- Rick Yune
- Tony Plana
- Pitbull
- Phil LaMarr
- Fred Tatasciore